# Уиттер, Карен
Карен Уиттер (англ. Karen Witter; род. 13 декабря 1961, Лонг-Бич, Калифорния; с 2001 года официально носит фамилию Лорри (англ. Lorre), но в медиа-жизни по-прежнему использует девичью фамилию) — американская модель, актриса кино и телевидения, писательница.

## Биография
Карен Уиттер родилась 13 декабря 1961 года в городе Лонг-Бич (штат Калифорния, США). Изучала психофизиологию в Калифорнийском университете в Ирвайне, специализируясь на тематике «биохимические истоки психических заболеваний». Чтобы оплачивать своё обучение, начала работать моделью и сниматься в рекламных роликах. На модельном поприще достигла заметных успехов: в марте 1982 года стала «девушкой месяца» журнала Playboy, появившись на его центральном развороте. Позднее (в 1983 и 1991 годах) также появлялась в этом журнале, хоть и не на центральном развороте.
Получив таким образом известность, с 1983 года начала сниматься в телесериалах и телефильмах, а с 1986 года — и в кинофильмах. Достаточно регулярно появлялась в кино и на телевидении до 2004 года, после чего на восемь лет пропала с экранов. С 2012 по 2015 год ненадолго вернулась к кинематографической карьере, снявшись в трёх короткометражных фильмах и двух эпизодах двух телесериалов.
В 1991 году номинировалась на премию «Дайджест мыльных опер» в категории «Лучший новичок» за роль в сериале «Одна жизнь, чтобы жить», но не выиграла награды.
Окончив карьеру киноактрисы, стала писательницей, лайф-коучем и «духовным целителем». Написала три книги о духовном исцелении. Уиттер утверждает, что, используя «метод оргазмической медитации», может испытывать до 11 оргазмов в день.
Я знаю, что любовь — это наша истинная природа, и бесконечный поток вливается в нас из этой божественной вселенной, если мы позволяем это. Мы позволяем это, сосредоточившись на том, что мы ценим и что делает нас счастливыми. Видеть благополучие во всех и вся — это чистая любовь. Видеть благополучие во всех и вся — это чистое удовольствие!Карен Уиттер, «Aphrodite's Love» // 16 апреля 2013 // Архивированная копия от 23 июня 2020
Личная жизнь
6 мая 2001 года Карен вышла замуж за сценариста и продюсера Чака Лорри (род. 1952), но в 2010 году пара развелась.

## Избранная фильмография

### Широкий экран
- 1986 — В опасной близости[англ.] / Dangerously Close — Бетси
- 1986 — Мальчик-крыса / Ratboy — эпизод
- 1988 — Похоронная школа / Mortuary Academy — «Куколка Кристи»
- 1988 — Помощнички / Paramedics — «опасная девушка»
- 1988 — Герой и Ужас / Hero and the Terror — Джинджер
- 1988 или 1989 — Из тьмы / Out of the Dark — Джо Энн
- 1989 — Виноградник / The Vineyard — Иезавель Фэрчайлд, актриса
- 1989 или 1990 — Похороненные заживо[англ.] / Buried Alive — Джанет
- 1991 — Попкорн / Popcorn — Джой

### Телевидение
- 1983 — Мэтт Хьюстон[англ.] / Matt Houston — фотомодель эротического журнала[англ.] (в эпизоде The Centerfold Murders)
- 1984 — Фэлкон Крест / Falcon Crest — Эльке (в эпизоде Requiem)
- 1984 — Придурки из Хаззарда / The Dukes of Hazzard — Джеки (в эпизоде The Dukes in Hollywood[англ.])
- 1984 — Детектив Майк Хаммер[англ.] / Mickey Spillane's Mike Hammer — разные роли (в 3 эпизодах)
- 1985 — Хардкасл и Маккормик[англ.] / Hardcastle and McCormick — блондинка (в эпизоде Mirage a Trois)
- 1986 — Охотник Джон[англ.] / Trapper John, M.D. — Конни (в эпизоде Going, Going, Gonzo)
- 1986 — Охотник / Hunter — Линда (в эпизоде Death Machine[англ.])
- 1988 — Весёлая компания / Cheers — Карен (в эпизоде To All the Girls I've Loved Before[англ.])
- 1989 — Девятиметровый[англ.] / 1st & Ten — разные роли (в 2 эпизодах)
- 1990—1991 — Одна жизнь, чтобы жить / One Life to Live — Тина Лорд[англ.][6] (в 4 эпизодах)[7]
- 1995 — Удивительные странствия Геракла / Hercules: The Legendary Journeys — Немезида (в эпизоде Pride Comes Before a Brawl)
- 1995 — Секретные материалы / The X-Files — Шэрон Кивит (в эпизоде D.P.O.)
- 1995 — Как в кино[англ.] / Dream On — Лидия (в эпизоде Home Is Where the Cart Is)
- 1995 — Флиппер[англ.] / Flipper — Карла (в 2 эпизодах)
- 1996 — Человек ниоткуда / Nowhere Man — Джанет Коуэн (в эпизоде Stay Tuned)
- 1996 — Скользящие / Sliders — Присцилла Хардуэй (в эпизоде The Good, the Bad and the Wealthy)
- 1997 — Полицейские на велосипедах[англ.] / Pacific Blue — Стефани Симмонс (в эпизоде Sandman)
- 1998 — Сабрина — маленькая ведьма / Sabrina the Teenage Witch — доктор Вернер (в эпизоде Boy Was My Face Red)
- 2000 — Малибу, Калифорния[англ.] / Malibu, CA — Джессика (в эпизоде Movin' on Out)
- 2000 — Дарма и Грег / Dharma & Greg — Стефани (в эпизоде Big Daddy[англ.])
- 2000 — Полиция Нью-Йорка / NYPD Blue — Мишель Бишем (в эпизоде Stressed for Success[англ.])
- 2001 — Малкольм в центре внимания / Malcolm in the Middle — Ванесса (в эпизоде Malcolm's Girlfriend[англ.])